# Facebookcorewwwi.onion
facebookcorewwwi.onion je síť, která umožňuje anonymní přístup k Facebooku skrze Tor protokol a jeho pseudodoménu .onion. V dubnu 2016 tuto stránku používalo zhruba milion lidí měsíčně. Ani Google ani Twitter neprovozují žádnou svoji službu skrze Tor, ale poděkovaly Facebooku za umožnění takového přístupu k jejich stránce, díky kterému mohou Facebook používat i lidé žijící v zemích, kde se vláda snaží Facebook zablokovat.